# Samuel Ramey

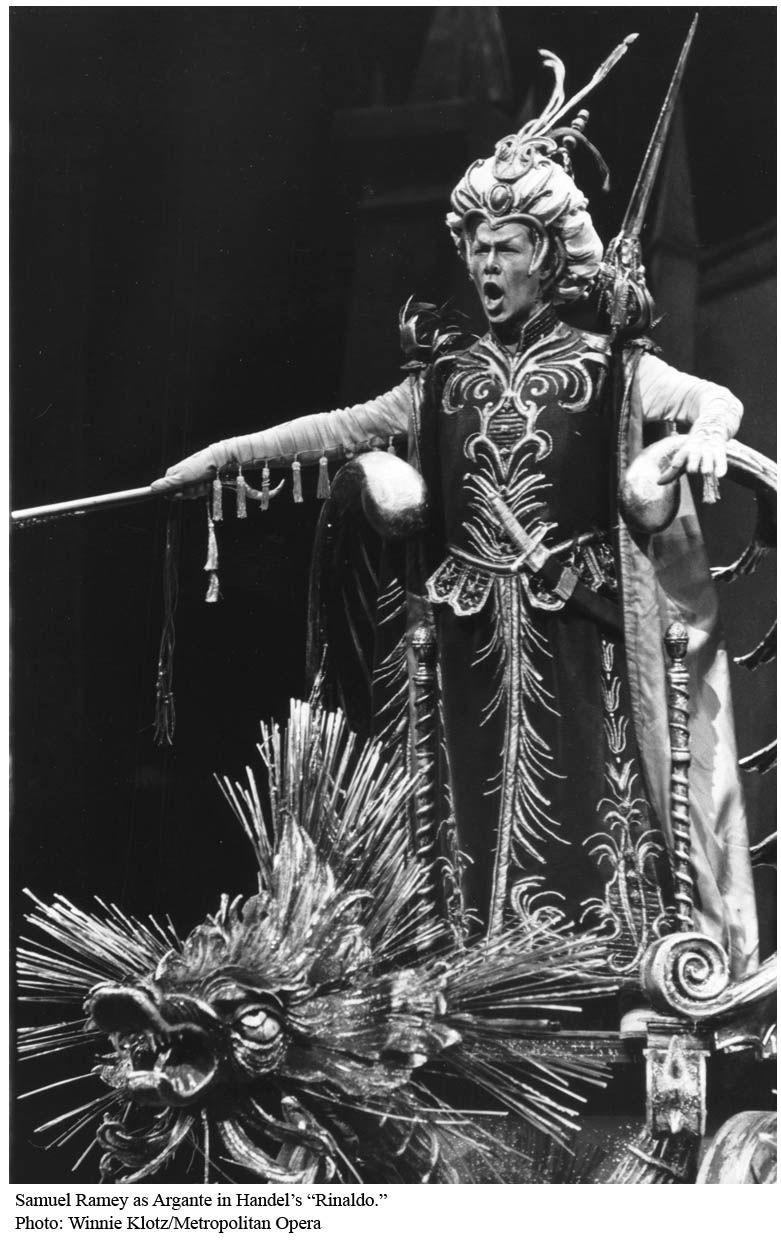
Samuel Ramey als Argante in Händels Rinaldo (1987)

Samuel Edward Ramey (* 28. März 1940, nach anderen Quellen 1942, in Colby, Kansas) ist ein US-amerikanischer Opernsänger (Bass).

## Leben
Ramey wurde an der Wichita State University und privat ausgebildet und debütierte 1972 an der New York City Opera als Zuniga in Carmen.
Er gilt unter anderem als Bühnenteufel schlechthin (Mephistopheles in La damnation de Faust, Faust und Mefistofele; Nick Shadow in The Rake’s Progress, die vier bösen Geister in Les Contes d’Hoffmann). Außerdem sang er den Figaro (Le nozze di Figaro), die Titelrolle des Don Giovanni, Escamillo in Carmen und Pimen in Boris Godunow. Samuel Rameys Stimme ist ein sonorer Basso cantante, der in der Lage ist, auch verzierte Arien (Musik von Händel, Rossini etc.) zu präsentieren.
Samuel Ramey ist seit dem 29. Juni 2002 in zweiter Ehe mit der Sopranistin Lindsey Larsen verheiratet. Sie haben einen gemeinsamen Sohn.

## Filmografie (Auswahl)
- 2014: Hinter der Gartenmauer (Das Biest)

## Diskografie (Auswahl)

### Opern-Gesamtaufnahmen
| Komponist   | Werk                    | Rolle                  | Jahr | Dirigent    | Label               |
| ----------- | ----------------------- | ---------------------- | ---- | ----------- | ------------------- |
| Donizetti   | Lucia di Lammermoor     | Raimondo               | 1976 | Lopez-Cobos | Philips             |
| Puccini     | Tosca                   | Angelotti              | 1976 | Davis       | Philips             |
| Verdi       | I due Foscari           | Loredano               | 1976 | Gardelli    | Philips             |
| Händel      | Ariodante               | King of Scotland       | 1978 | Leppard     | Philips             |
| Haydn       | Armida                  | Idreno                 | 1978 | Dorati      | Philips             |
| Rossini     | Otello                  | Elmiro                 | 1978 | Lopez-Cobos | Philips             |
| Verdi       | Rigoletto               | Sparafucile, Monterone | 1978 | Rudel       | EMI                 |
| Rossini     | L’italiana in Algeri    | Mustafà                | 1980 | Scimone     | Erato               |
| Mozart      | Le nozze di Figaro      | Figaro                 | 1981 | Solti       | Decca               |
| Rossini     | Il turco in Italia      | Selim                  | 1981 | Chailly     | CBS                 |
| Rossini     | Il viaggio a Reims      | Lord Sidney            | 1981 | Chailly     | CBS                 |
| Rossini     | Il barbiere di Siviglia | Basilio                | 1982 | Chailly     | CBS                 |
| Verdi       | I masnadieri            | Massimiliano           | 1982 | Bonynge     | Decca               |
| Rossini     | La donna del lago       | Douglas                | 1983 | Pollini     | CBS                 |
| Rossini     | Maometto II             | Maometto               | 1983 | Scimone     | Philips             |
| Bellini     | Norma                   | Oroveso                | 1984 | Bonynge     | Decca               |
| Stravinsky  | The Rake’s Progress     | Nick Shadow            | 1984 | Chailly     | Decca               |
| Händel      | Rodelinda               | Garibaldo              | 1985 | Bonynge     | Decca               |
| Mozart      | Don Giovanni            | Don Giovanni           | 1985 | Karajan     | Deutsche Grammophon |
| Verdi       | Macbeth                 | Banquo                 | 1986 | Chailly     | Decca               |
| Donizetti   | Anna Bolena             | Enrico VIII            | 1987 | Bonynge     | Decca               |
| Ponchielli  | La Gioconda             | Alvise                 | 1987 | Patané      | CBS                 |
| Boito       | Mefistofele             | Mefistofele            | 1988 | Patané      | Sony                |
| Mozart      | Die Zauberflöte         | Sarastro               | 1989 | Marriner    | Philips             |
| Offenbach   | Les Contes d’Hoffmann   | Four villains          | 1989 | Tate        | Philips             |
| Rossini     | La gazza ladra          | Il podestà             | 1989 | Gelmetti    | Sony                |
| Verdi       | Attila                  | Attila                 | 1989 | Muti        | EMI                 |
| Donizetti   | Lucia di Lammermoor     | Raimondo               | 1990 | Marin       | Deutsche Grammophon |
| Händel      | Semele                  | Cadmus, Somnus         | 1990 | Nelson      | Deutsche Grammophon |
| Mozart      | Don Giovanni            | Leporello              | 1990 | Muti        | EMI                 |
| Puccini     | Tosca                   | Scarpia                | 1990 | Sinopoli    | Deutsche Grammophon |
| Verdi       | Aida                    | Ramfis                 | 1990 | Levine      | Sony                |
| Massenet    | Chérubin                | Le Philosophe          | 1991 | Steinberg   | RCA                 |
| Rossini     | Il signor Bruschino     | Gaudenzio              | 1991 | Marin       | Deutsche Grammophon |
| Saint-Saens | Samson et Dalila        | Old Hebrew             | 1991 | Chung       | EMI                 |
| Rossini     | Il barbiere di Siviglia | Basilio                | 1992 | Gelmetti    | EMI                 |
| Rossini     | Il barbiere di Siviglia | Basilio                | 1992 | Lopez-Cobos | Teldec              |
| Rossini     | Semiramide              | Assur                  | 1992 | Marin       | Deutsche Grammophon |
| Rossini     | Il viaggio a Reims      | Lord Sidney            | 1992 | Abbado      | Deutsche Grammophon |
| Verdi       | Don Carlo               | Filippo II             | 1992 | Muti        | EMI                 |
| Verdi       | Don Carlo               | Il grande inquisitore  | 1992 | Levine      | Sony                |
| Gounod      | Faust                   | Méphistophélès         | 1993 | Rizzi       | Teldec              |
| Mussorgsky  | Boris Godunow           | Pimen                  | 1993 | Abbado      | Sony                |
| Thomas      | Hamlet                  | Claudius               | 1993 | De Almeida  | EMI                 |
| Verdi       | Rigoletto               | Sparafucile            | 1993 | Rizzi       | Teldec              |
| Bizet       | Carmen                  | Escamillo              | 1995 | Sinopoli    | Teldec              |
| Boito       | Mefistofele             | Mefistofele            | 1995 | Muti        | RCA                 |
| Puccini     | La Bohème               | Colline                | 1995 | Pappano     | EMI                 |
| Strauss     | Elektra                 | Orest                  | 1995 | Sinopoli    | Deutsche Grammophon |
| Stravinsky  | The Rake’s Progress     | Nick Shadow            | 1995 | Nagano      | Erato               |
| Verdi       | I Lombardi              | Pagano                 | 1996 | Levine      | Decca               |
| Verdi       | Oberto                  | Oberto                 | 1996 | Marriner    | Philips             |